# Taizon

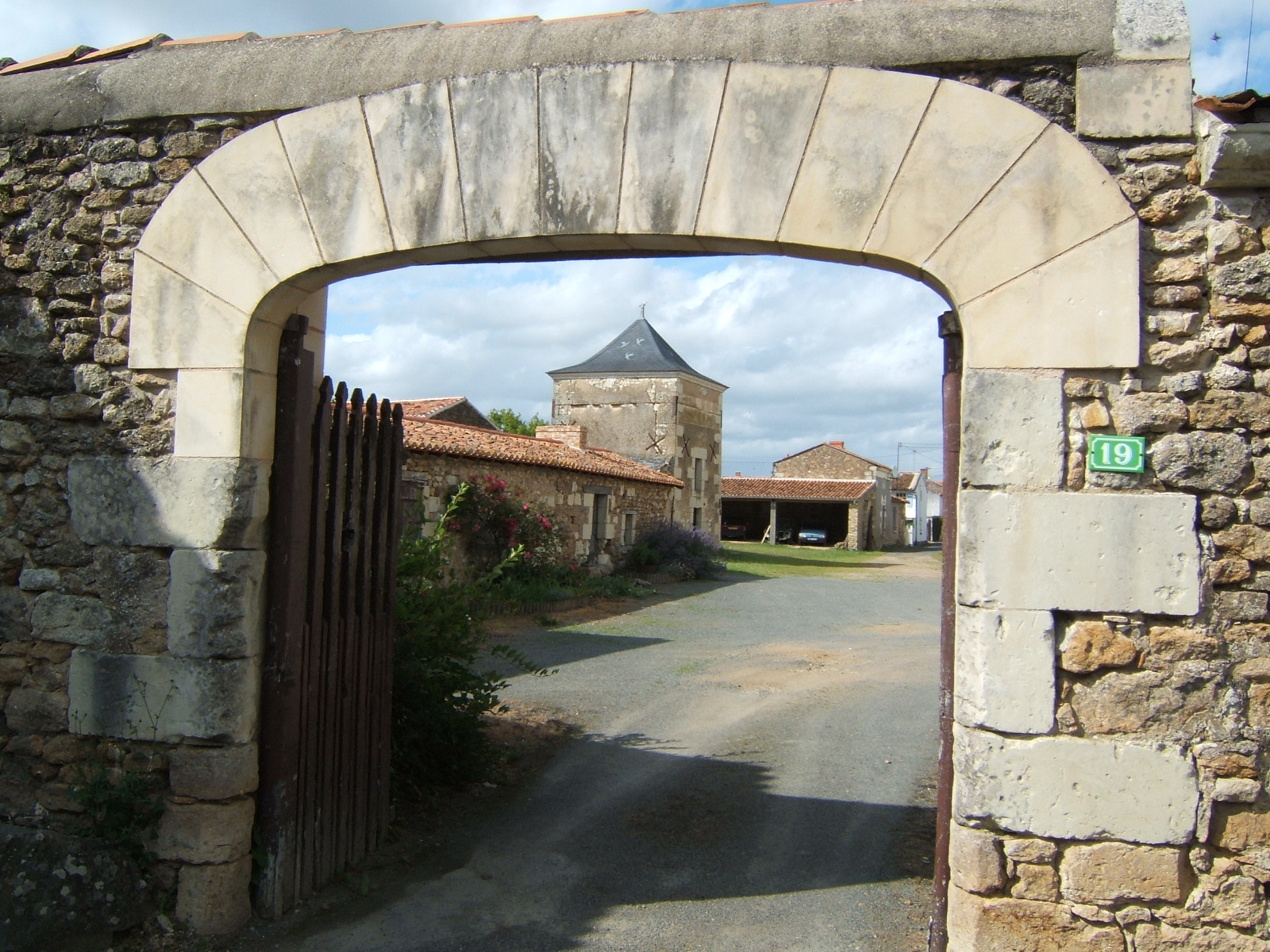
Type d'architecture du village

Taizon est un village des Deux-Sèvres qui dépend des communes d'Argenton-l'Église et de Saint-Martin-de-Sanzay. Il est partagé par les cantons d'Argenton-les-Vallées et de Thouars-2.
Les habitants portent le nom de Taizonnais et Taizonnaises. Au Moyen Âge les habitants de Taizon étaient dits sujets de la Commanderie de Prailles.
Situé à 3 kilomètres d'Argenton-l'Église et 8 kilomètres de Thouars, ce village est traversé par le Thouet.
Environ une centaine d'habitants vivent à Taizon dont six familles britanniques.
Depuis les années 90, une restauration importante des habitations se met en place. De nombreuses bâtisses de caractère sont ainsi restaurées et le village reprend doucement un nouvel essor.

## Activité économique

### Laiterie industrielle
Cette laiterie est créée avant 1900 par M. Cotilleau pour la fabrication du beurre expédié en grande partie à Paris. 
Le bâtiment initial, de plan allongé, possède une partie de son élévation en pierre de taille avec ouvertures à arcs segmentaires. Les autres élévations sont en moellon enduit ou laissé apparent. Le toit est en tuile creuse.
Une machine à vapeur actionne les mécanismes. 
À partir de 1912, on y fabrique également de la caséine.
L'établissement, racheté par la société Maggi qui possède notamment une autre laiterie à Vihiers en Maine-et-Loire, ferme en 1954. 
Plus tard, un entrepreneur de maçonnerie rachète les bâtiments et les transforme en dépôt en les agrandissant. L'activité économique de ces lieux s'arrête en 2006.

### Abattoir de volailles et de lapins
Au XXe siècle, un abattoir s'installa au centre du village.
Les volailles étaient tuées et plumées avant d'être expédiées dans toute la région.
Les lapins subissaient le même sort mais leur peau étaient séchées sur place dans d'importants bâtiments avant d'alimenter des usines de confection.

### Le moulin

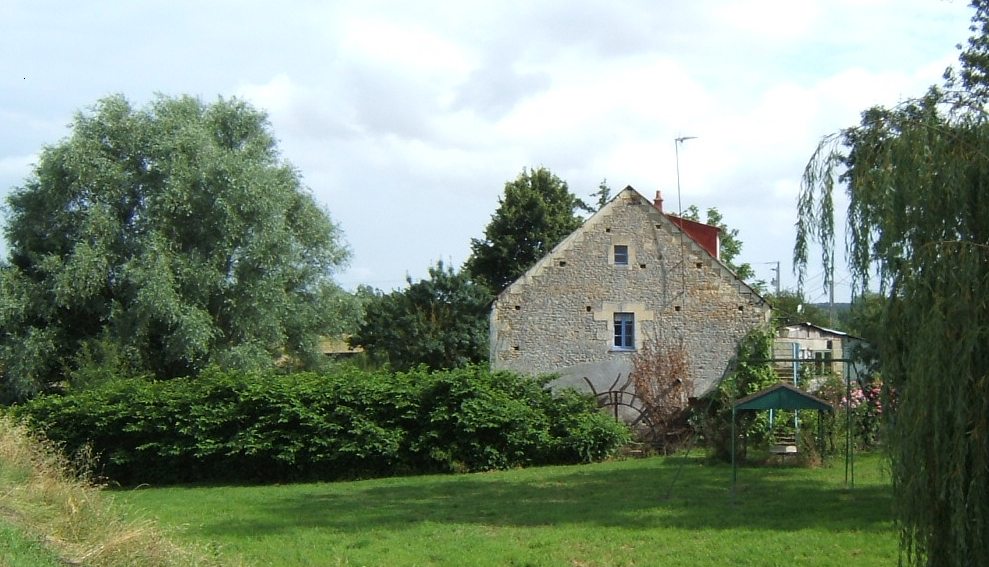
Moulin de Taizon

Les terres de Poitou-Charentes sont propices à la culture céréalière. Seuls le blé et l'orge ont fait l'objet d'une transformation industrielle dans le village.
Des moulins à farine sont mentionnés sur les rivières de la région dès le XIe siècle ; ainsi, le moulin de Pont-l'Abbé à La Mothe-Saint-Héray est attesté au XIIe siècle comme dépendance de l'abbaye de Saint-Maixent. 
Propriétés de seigneurs ou de communautés religieuses, ils sont répartis le long des cours d'eau sur l'ensemble du territoire. Or, on sait qu'à Taizon, des moines occupèrent un bâtiment situé sur l'actuelle rue du Vau Renard.
L'équipement se réduit à un système mécanique simple composé d'une roue hydraulique qui entraîne une paire de meules.
Celui de Taizon servit la minoterie dans un premier temps, puis la force hydraulique fut utilisée par une scierie.

### Élevage

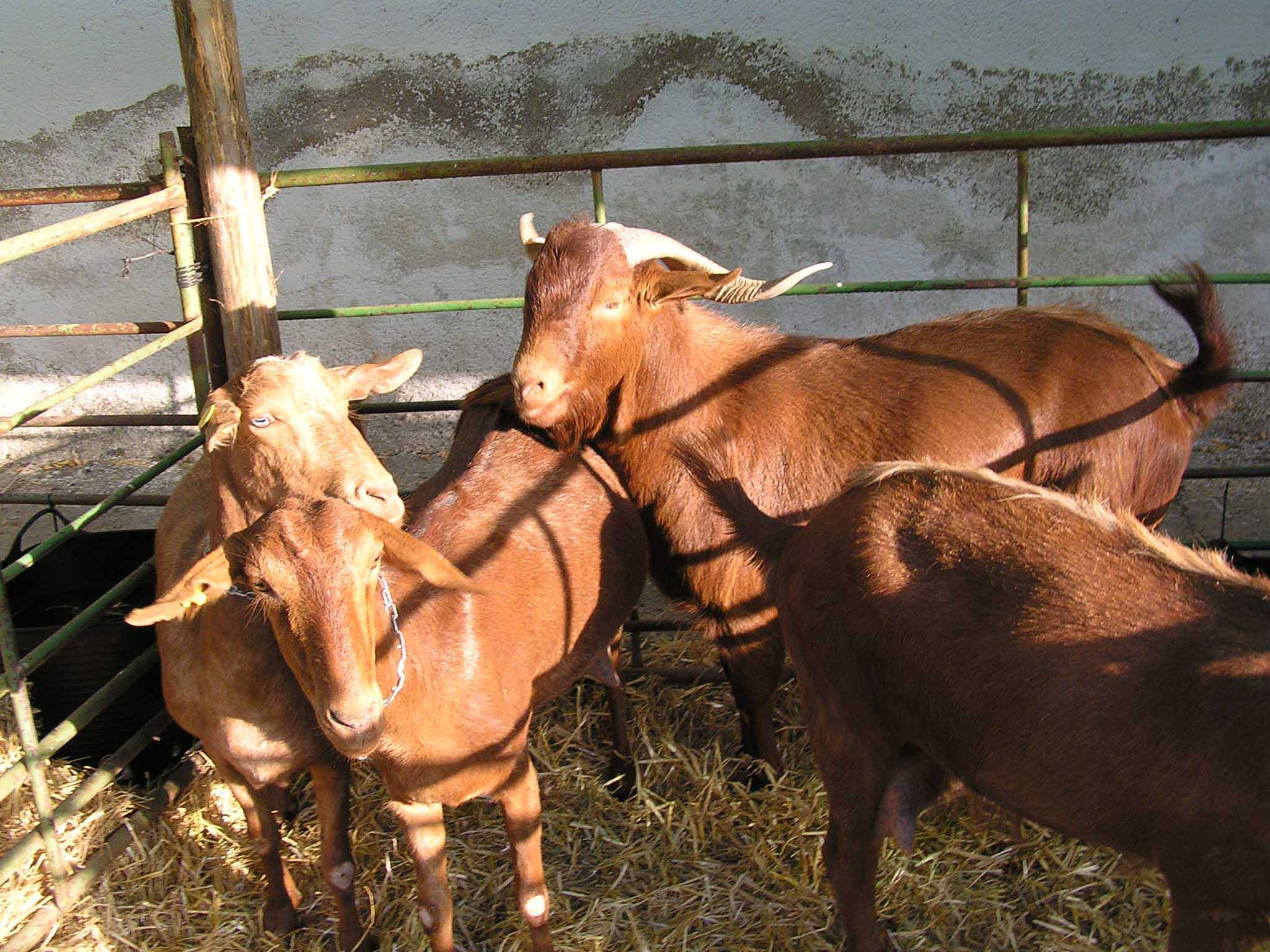
Les demoiselles de Taizon

L'élevage fut une activité importante du village. 
On y trouvait l'élevage bovin et caprin. 
Avec le temps, il s'amenuisa.

## Pont roman

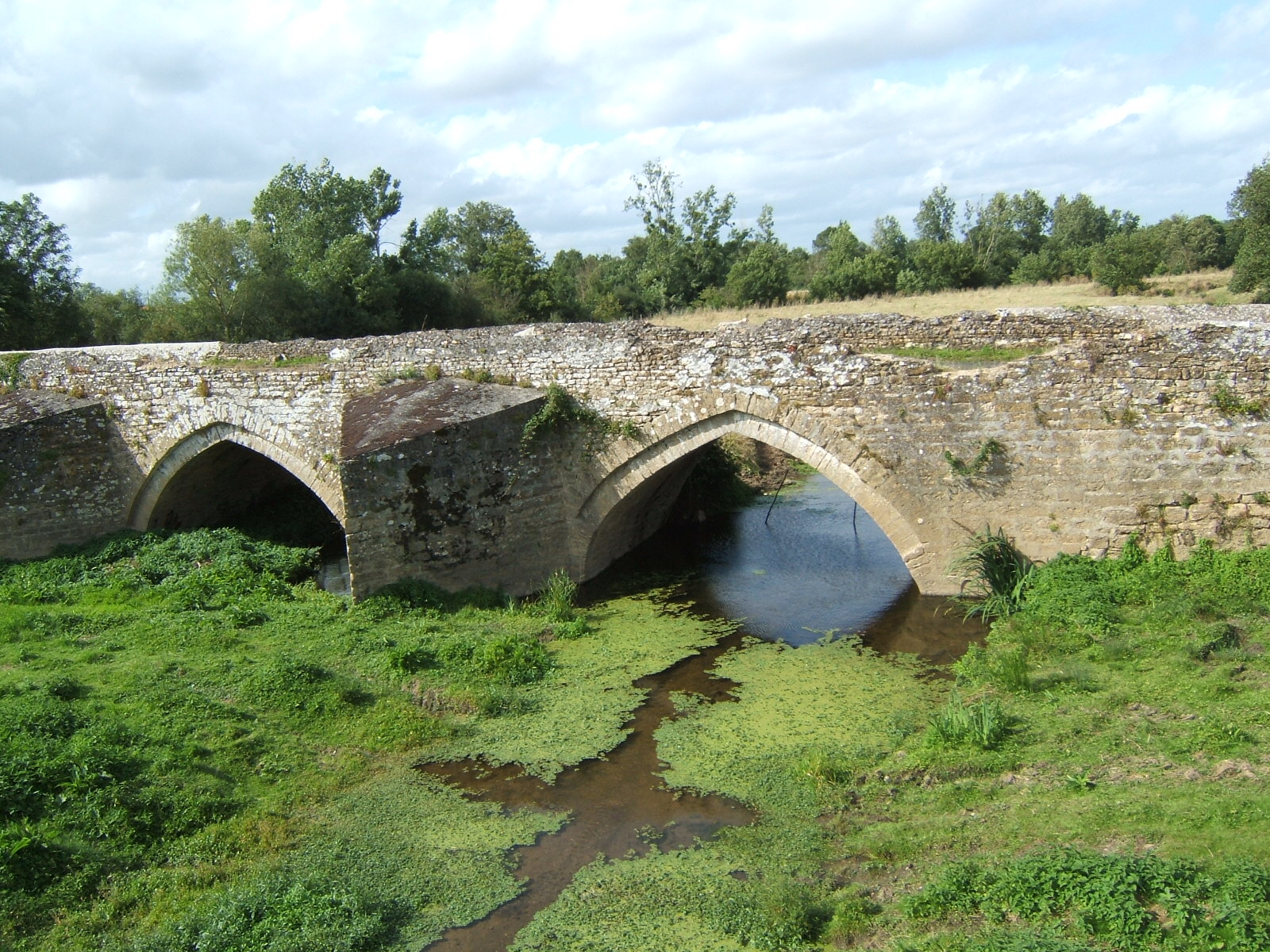
Pont de Taizon

Ce pont qui enjambe le Thouet fut construit au XIIIe siècle. De style roman, aux arches en cintre brisé et à double voussure, il est inscrit depuis le 22 septembre 1943 sur l’inventaire supplémentaire des monuments historiques sous la définition : Pont de Taizon (ancien) , sur le Thouet. Il dépend du site archéologique référencé comme suit : 79 014 9 AH.

### Historique
Au milieu du pont de Taizon, une chapelle fut bâtie au XIIIe siècle par le sieur Jacques Thibault pour dame Jeanne Mestreau son épouse. Elle était placée sous le patronage de Notre-Dame de la Pitié ou Notre-Dame des Sept Douleurs.
Des offices y étaient célébrés à tour de rôle par les curés de Bagneux et d’Argenton-l’Église.
L’évêque de Poitiers, monseigneur de Saint-Auclaire, la visita le 8 juin 1763.
Ce pont fut en partie détruit par les troupes allemandes en août 1944 durant la Seconde Guerre mondiale. 

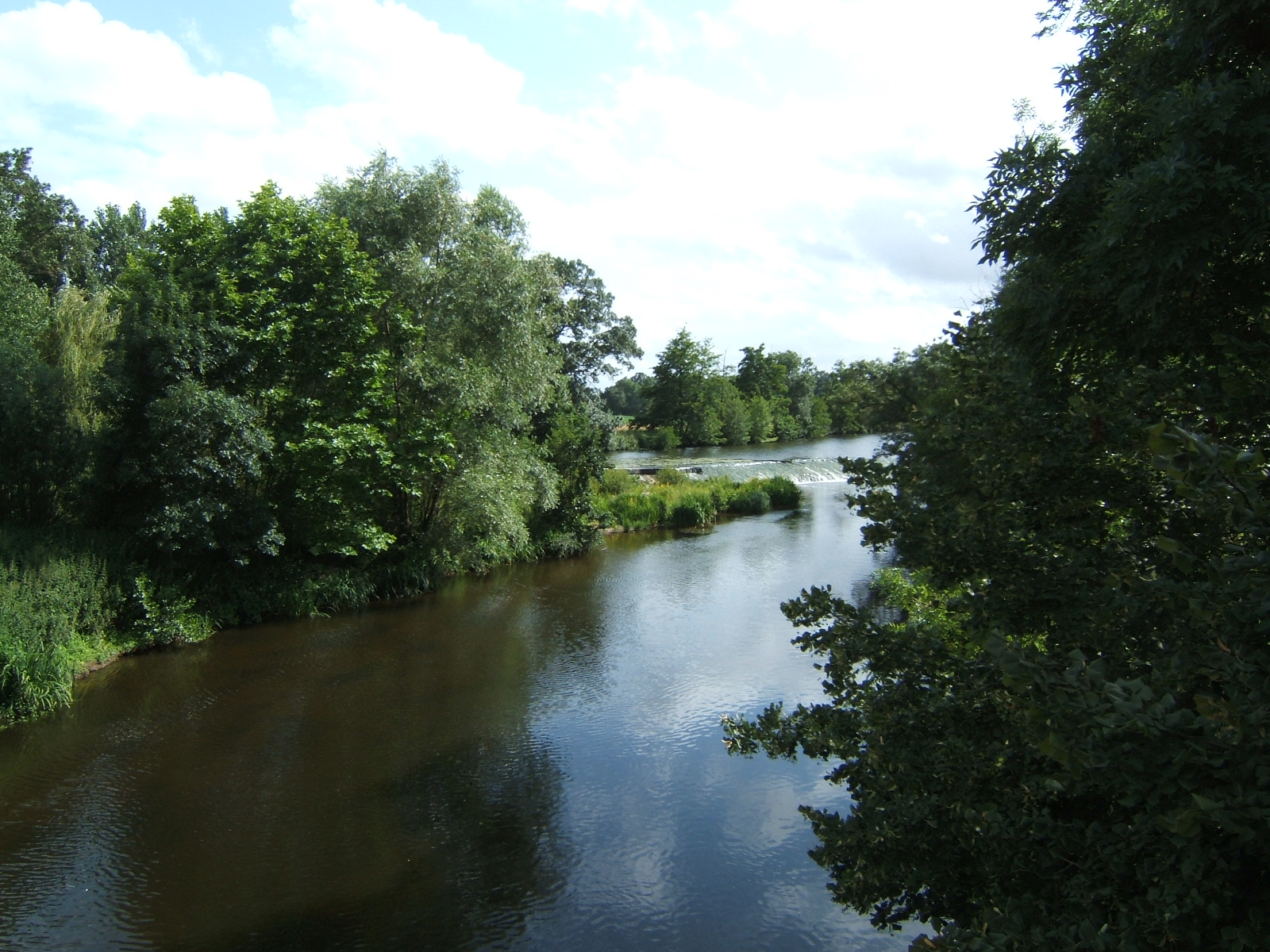
Le Thouet vu du pont de Taizon

Après la guerre, une arche en bois et un pont Bellay furent aménagés. Cette construction provisoire fut utilisée jusqu’en 1966, date à laquelle la construction d’un pont plus solide et plus large fut réalisée à proximité de l’ancien, pour répondre à un passage de véhicules de plus en plus important.
Un ensablement conséquent et une végétation abondante ont envahi le lit majeur du Thouet, enseveli les arches et les piles du pont du XIIIe siècle.
Cette situation provoque une montée des eaux plus rapide et plus importante dans les habitations riveraines.
L’acquisition récente des deux parcelles par la commune, (cadastrées 221 et 247), situées entre les deux ponts, a permis la destruction de la végétation et surtout le désensablage (plus de 500 m3).
Ces travaux ont fait apparaître les arches du pont, mais aussi les fondations de la guérite du droit de passage et celles de la chapelle.
Ces interventions ont été faites en concertation avec l’architecte des bâtiments de France, la DDE, le syndicat mixte de la vallée du Thouet. Malheureusement ces travaux sont arrêtés et l'ancien pont continue à disparaitre dans les eaux de Thouet.

## Les Hospitaliers
Le passage du pont de Taizon était taxé. En effet, son franchissement était soumis à un impôt appelé à l’époque dîme. Les paysans franchissant ce pont devaient donner une certaine quantité de seigle récolté sur les terres du Sault, aux Hospitaliers de l'ordre de Saint-Jean de Jérusalem de la commanderie de Prailles.